# Королевская гвардия Норвегии
Королевская гвардия Норвегии (норв. Hans Majestet Kongens Garde (HMKG)) или Королевская гвардия Его Величества — формирование (отдельный батальон, воинская часть) гвардии армии вооружённых сил Норвегии который подчиняется  лично королю Харальду V.

## История
Первоначально гвардейская часть в Норвегии насчитывала кавалерийский эскадрон численностью 38 человек. Главная причина малочисленности формирования была личная уния королевств Швеции и Норвегии, и основные функции выполняли гвардейские части Шведской армии. Всё же к 1856 году король решил сформировать новую норвежскую пехотную роту которая вошла бы в состав гвардии. 8 ноября такая часть была сформирована что позволило королю Оскару I подчеркнуть свой статус правителя как Швеции так и Норвегии.
С провозглашением независимости Норвегии в 1905 году эта часть стала личной охраной короля Хокона VII. Вскоре королевская гвардия Норвегии была увеличена до размера батальона. Батальон отличился во время Второй мировой войны, помешав захватить королевскую семью и членов кабинета солдатами Вермахта 10 апреля 1940 года. Позже гвардейцы с успехом сражались в центральной Норвегии получив от немцев за свирепость и тёмный цвет формы одежды прозвище «Черные дьяволы». Дислоцируется в Осло в казармах Nordre Huseby gård.

## Структура
Отдельный батальон представляет собой лёгкое пехотное формирование в составе: штаба, трёх стрелковых рот (в составе: два стрелковых взвода, взвод эскорта и взвод обеспечения), роты военного оркестра (три взвода), роты поддержки (медицина, технического обслуживания и поддержки) и двух учебных рот.

## Служба
Отдельный батальон несет охрану как королевского дворца в Осло так и загородных резиденций. Церемония смены караула перед дворцом проходят с 13.30 по 14.00. Тёмно-синие мундиры практически не изменились на протяжении существования батальона. Одной из примечательных деталей формы одежды является шляпа с перьями, которая была скопирована со шляп итальянской королевской гвардии "Bersaglieri", которые очень понравились шведской принцессе Луизе (прабабушке Его Величества Короля Харальда V). В дополнение к выполнению караульной службы, гвардейцы выполняют церемониальные функции во время важных  государственных мероприятий проходящих в столице.

## Почётный командир и талисман
Одной из особенностей отдельного батальона гвардии является наличие почётного командира и живого талисмана, а именно королевского пингвина Сэра (рыцаря) Нильса, который официально числится почётным командиром гвардии. Интересно, что почётный командир проживает в зоопарке города Эдинбург. На самом деле это второй пингвин с этим именем, первый являлся талисманом гвардии с 1961 года вплоть до своей смерти в 1987 году. Но его выслуга лет официально не прекращалась и просто перешла к преемнику.

## Галерея

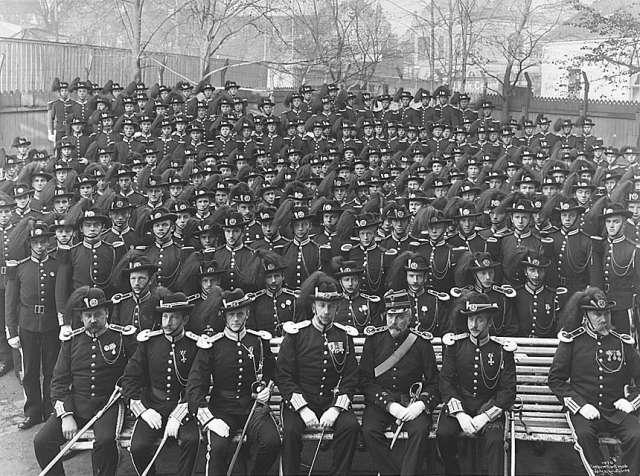
Гвардейцы в 1906 году.
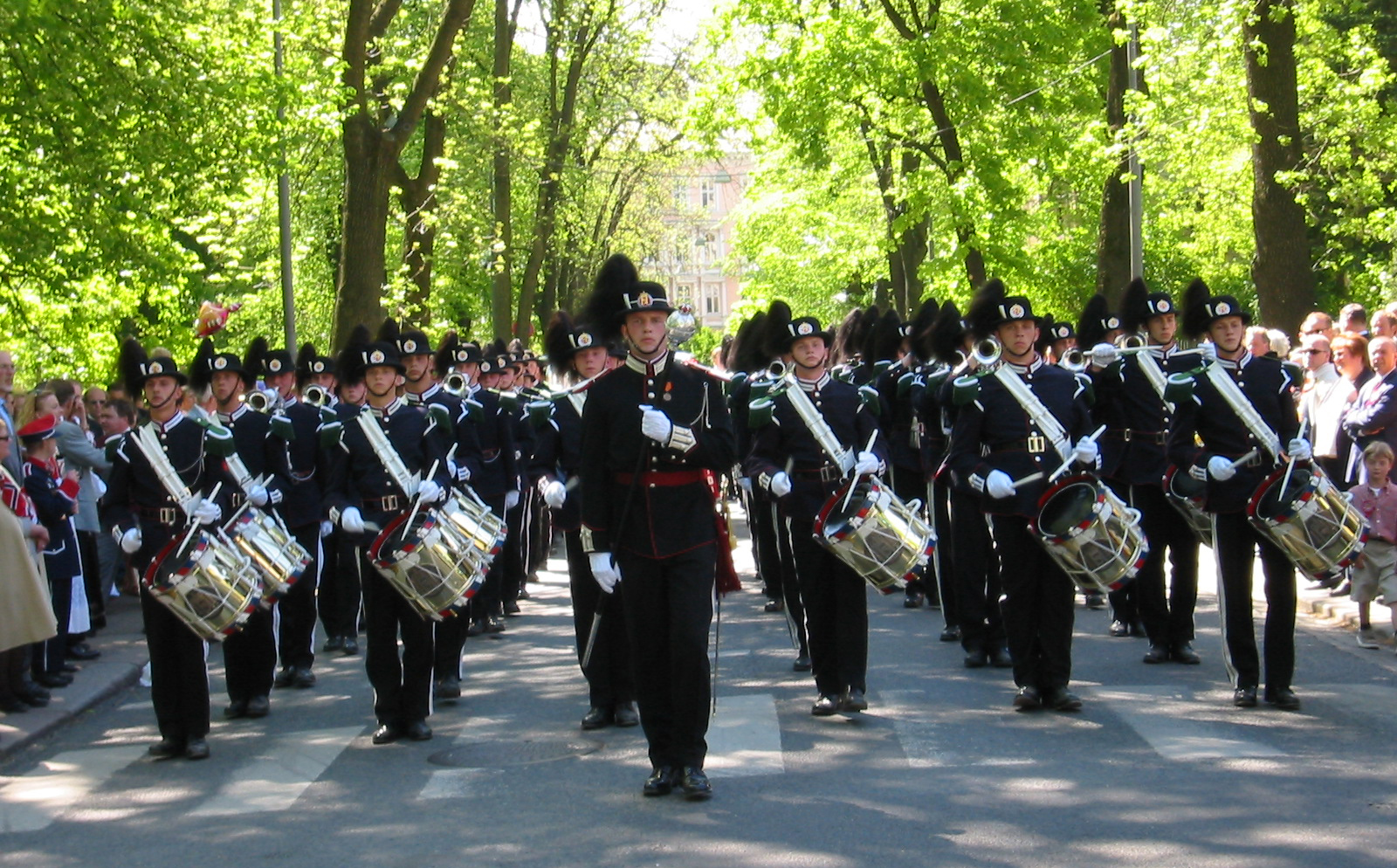
Музыкальная рота во время марша.
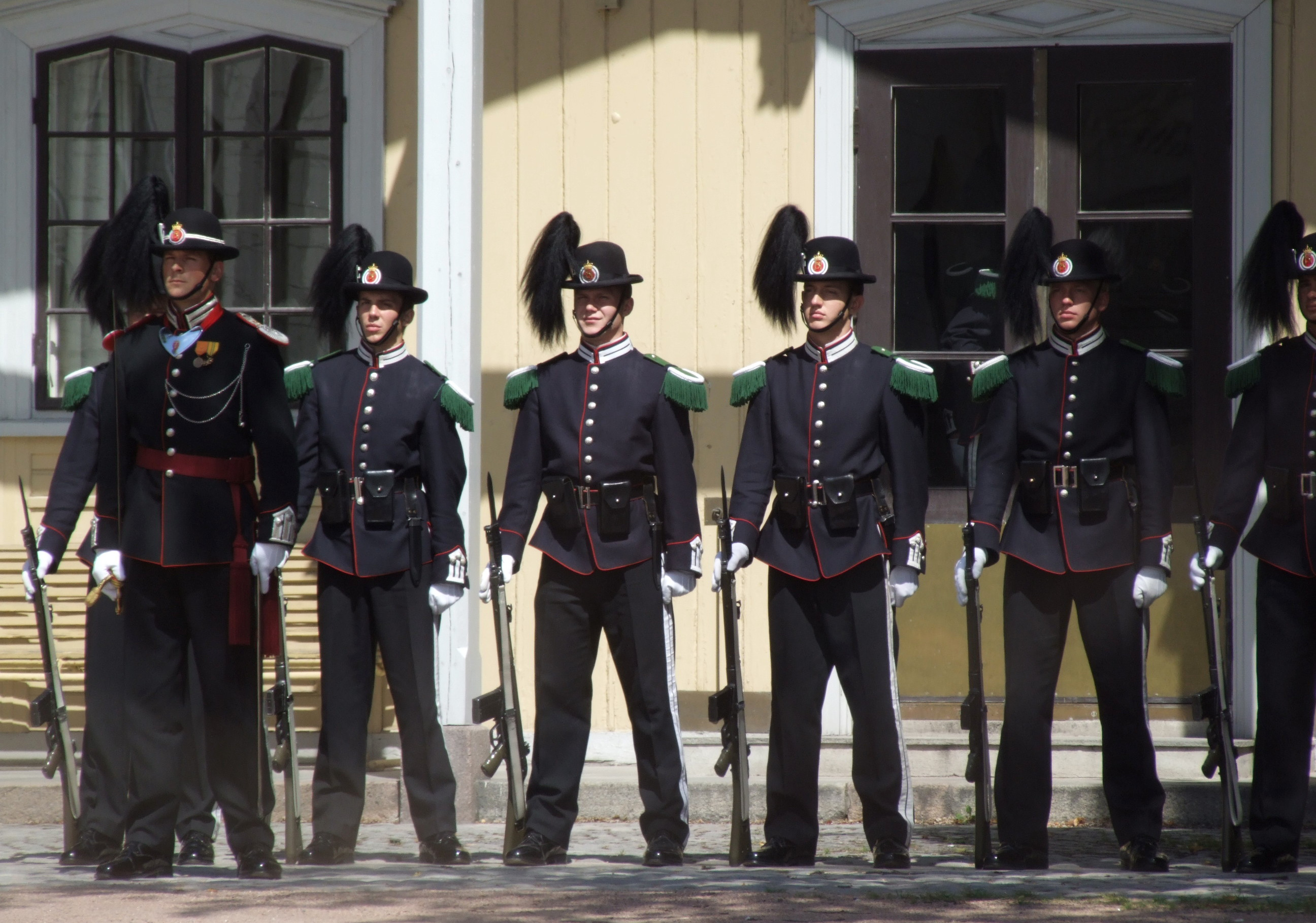
Гвардейцы в Осло.
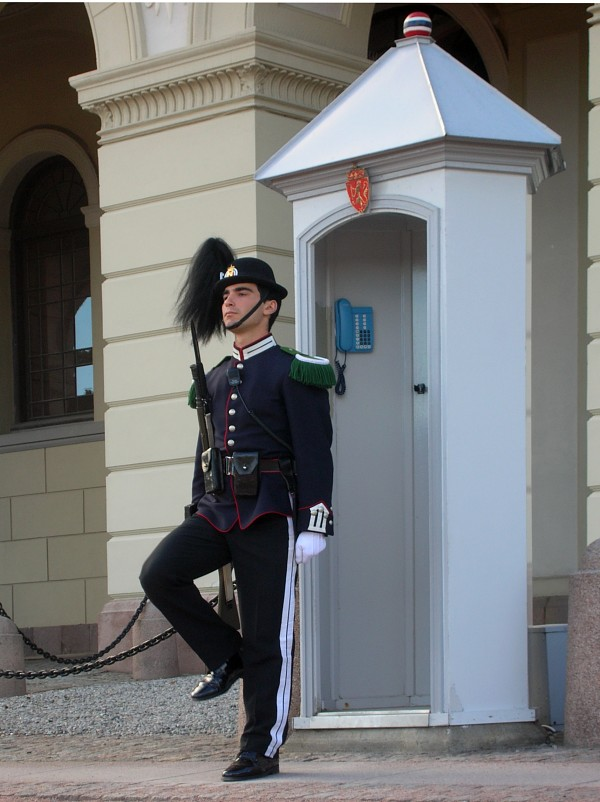
Гвардеец на посту у дворца.